# 国際連合安全保障理事会決議666
国連安全保障理事会決議666（こくさいれんごうあんぜんほしょうりじかいけつぎ666、英: United Nations Security Council Resolution 666）は、1990年9月13日に国際連合安全保障理事会で採択された決議である。クウェート侵攻に関係する。
安保理は、イラクとクウェートにおける人道的な状況と外国人の拘留について議論した過去の決議661と664を想起し、決議661に基づいて設立された委員会に対して、人道的な支援が必要かどうか検討し、引き続き状況を注視するように求め、同時にイラクがジュネーヴ第四条約（イラクとクウェートにいる第三国の市民の安全と留置に関係する）を含む、国際法に基づいた義務に従うことを期待した。
また、国際連合事務総長ハビエル・ペレス・デ・クエヤルに対して、すぐにイラクとクウェートにある食糧の在庫の情報を集めるとともに、子ども、老人、妊婦、病人に注意を払い、委員会にすべての情報を伝えるように求めた。もし、委員会において食糧の支援が必要であると判明したならば、どのように支援すべきか検討した上で、安保理に報告することとした。さらに、委員会に対して、受取人に確実に届くように、赤十字国際委員会のような適切な人道機関とともに国連を通して食糧を供給するべきと決定する時期について留意するように指示した。最後に、政府と人道機関によるイラクとクウェートに輸出する医療品の厳格な監督を勧告した。
決議は、イエメンとキューバが反対したが、賛成13で採択された。キューバは、たとえ免責事項を適用したとしても、決議はジュネーヴ諸条約第一追加議定書により禁じられている「飢餓を戦争の兵器として利用する」ことになると主張した。